# European Professional Club Rugby
L'European Professional Club Rugby ou EPCR, créé en avril 2014, est l'organe directeur et organisateur de deux compétitions de rugby interclubs : la Champions Cup et la Challenge Cup. Initialement limitées au continent européen, leur périmètre s'ouvre à partir de 2023 à l'Afrique du Sud.
Les membres de l'EPCR sont au nombre de neuf - les six fédérations participant au Tournoi des Six Nations, la Premier Rugby Limited, la Ligue nationale de rugby et le United Rugby Championship.
Les premières compétitions débutent lors de la saison 2014-2015.

## Siège
L'organisation est basée en Suisse à Neuchâtel à partir d'avril 2014, puis à Lausanne à partir du 1er juillet 2018.

## Identité visuelle

Évolution du logo
Logo depuis 2014.
Logo pour la saison 2019-2020 (25 ans de la Coupe d'Europe).

## Gouvernance
L'EPCR regroupe 9 membres, dont 6 fédérations et 3 ligues.

### Fédérations
- Fédération anglaise de rugby
- Fédération écossaise de rugby
- Fédération française de rugby
- Fédération galloise de rugby
- Fédération irlandaise de rugby
- Fédération italienne de rugby

### Ligues nationales
- Premier Rugby Limited
- Ligue nationale de rugby
- United Rugby Championship

### Présidents successifs
- avril 2015 - 4 mai 2015 : Paul McNaughton (président intérimaire de sa création jusqu'à que le premier président soit nommé)
- 4 mai 2015 - octobre 2021 : Simon Halliday
- Depuis octobre 2021 : Dominic McKay

### Conseil d'administration
Les membres de l'EPCR sont les suivants : la Fédération française de rugby (FFR), la Federazione Italiana Rugby (FIR), l'Irish Rugby Football Union (IRFU), la Rugby Football Union (RFU), la Scottish Rugby Union (SRU), la Welsh Rugby Union (WRU), la Ligue nationale de rugby (LNR), la Premier Rugby Limited (PRL) et le United Rugby Championship.

### Comité directeur
Le comité directeur est composé de 13 membres :
- le président indépendant,
- 1 représentant de la RFU,
- 1 représentant de la PRL,
- 1 représentant de la FFR,
- 1 représentant de la LNR,
- 1 représentant de le Pro Rugby Wales,
- 1 représentant de la WRU,
- 2 représentants de l'IRFU,
- 2 représentants de la SRU,
- 2 représentants de la FIR.

Paul McNaughton est le premier président de l'EPCR, président intérimaire de sa création jusqu'à que le premier président soit nommé. Le comité directeur de l'EPCR annonce en avril 2015 le nom de son nouveau président : Simon Halliday, ancien international anglais ; il entre en fonction le 4 mai 2015,. Il devient alors également membre du comité directeur.
En 2021, Dominic McKay, ancien président du Pro14 et directeur général du Celtic Football Club, est nommé au poste de directeur non exécutif et président par intérim après les deux mandats de Simon Halliday. Il est finalement confirmé à ce poste de manière permanente.

### Comité exécutif
Le comité exécutif, responsable de la stratégie commerciale, est actuellement composé de Simon Halliday, Darren Childs (PRL), Yann Roubert (LNR), Andrea Rinaldo (FIR) et du directeur général de l'EPCR.
Vincent Gaillard est directeur général de l'institution de sa création jusqu'en 2021. Anthony Lepage, directeur financier de l'institution, lui succède alors par intérim.

## Compétitions organisées
- Champions Cup
- Challenge Cup
- Continental Shield